# Спекулятивная эстетика
Спекулятивная эстетика (лат. Speculatio — созерцание, умозрение) — это направление в философской эстетике. Если в философском смысле спекулятивное знание составляет основу метафизики, является логическим основанием не только эмпирического знания, но и духовного освоения мира, то в эстетике — это область прагматического подхода к вечным «запредельным» темам, стремление исключительно рациональным путем постичь смысл вещей, лежащий за границами эмпирии. 

## Спекулятивная эстетика (поА.Лосеву)
Философ А. Лосев выделяет спекулятивную эстетику, как слияние интуиции с отвлеченными чертами искусства в цельную картину конкретной разумной действительности.
Осуществляется на следующих этапах:
a) Спекуляция на стадии специфической интуиции: фантастическая, субъективно-импрессионистическая эстетика.
b) Спекуляция на стадии рефлексии: эклектическая эстетика.
c) Спекуляция на стадии спекуляции же, то есть спекуляция в чистом виде: философская эстетика в собственном смысле слова (установление объективной необходимости самого искусства, а также необходимости его теории, его истории — в целом и в деталях).

## Спекулятивная эстетика испекулятивный реализм
Спекулятивная эстетика — это эстетические приемы, используемые спекулятивным реализмом. Термин «Спекулятивная эстетика», как направление философской мысли, был предложен представителем спекулятивной школы Томом Спэрроу
Спекулятивные реалисты преследуют цель освободиться от немецкой классической эстетики и преодолеть метафизику так, чтобы выйти из состояния «метафизики ощущения» к «спекулятивной эстетике»
Спекулятивный реализм предлагает для эстетики три пути развития:
1. Вскрытие механистической природы «благородства» человека, как фильтра впечатлений.
2. Маркированность второстепенных признаков вещи, которые и указывают на ее самостоятельное существование.
3. Представление о мире как о самообучающейся системе, контролирующей собственный онтологический статус.

Теории спекулятивного реализма позволяют эстетике избавиться от традиционной аксиологии, в которой смешиваются функциональные и экзистенциальные стороны вещей. Это открывает возможность развить новую онтологию эстетического предмета. Можно по-новому раскрыть функции знака и слова не как носителя значений, а как контура опыта, избавив учение о знаках от инструментализации. Тогда возможно будет представлять опыт созерцания не только как опыт переживания события, но и как опыт конструирования самой своей субъективности. Это поможет по-новому выстроить историю искусства уже не как практик субъективности, но как теорий субъективности.
Спекулятивная эстетика занимается движением к опыту, лежащему за чувственным восприятием, основанным на субъект-объектных отношениях. Из известных представителей спекулятивного реализма, работавших со спекулятивной эстетикой, можно выделить, например, Квентина Мейясу, Тома Спэрроу или известного философа, профессора Американского университета в Каире Грэма Хармана, который заявлял, что за эстетикой будущее в философии.
Спекулятивная эстетика предвосхищает возможность для теории и практики больше не обращаться к отчужденным от реальности вещам, но признать действительные силу и притяжение образов в современном мире, экспериментально применяя методы моделирования, формализации и презентации, чтобы одновременно создавать новые области опыта и найти им место с помощью реконструированной эстетики, неотделимой от ее социотехнических условий.